# Marie Leopoldina Esterházyová
Marie Leopoldina Esterházyová z Galanty (maďarsky Galántai Esterházy Mária Leopoldina, 15. listopadu 1776, Vídeň – 21. prosince 1864 tamtéž) byla rakouská a uherská šlechtična a filantropka.

## Život
Narodila se jako a čtvrté dítě hraběte Pavla III. Antonína z Esterházy a jeho manželky Marie Terezie Erdődyové z Monyorókeréku a Monoszló.
25. července 1793 se provdala za Antonína III. Grasalkoviče, pár však neměl děti.

## Leopoldina a Gödöllő
Její manžel významně rozšířil rodový grasalkovičský zámek Gödöllő. Na severní straně vzniklo nové křídlo a oranžový dům. Francouzský zámecký park byl přeměněn na anglickou zahradu a byly zde vysazeny vzácné rostliny. V Dolní zahradě byly v roce 1817 založeny dvě labutí jezírka. Rákosový potok byl přehrazen a byla vytvořena jezera. Uprostřed většího z nich byl postaven pavilon.
Oba manželé však stále navyšovali své dluhy. S oblibou se věnovali charitě a žili velkolepý život, na což ovšem neměli dostatek peněz. V Gödöllő trávili v letních měsících více času, neboť šlechtický život zde byl méně nákladný, než v Bratislavě.
S manželi Antonínem a Marií Leopoldinou na zámku jako host pobýval Štěpán Széchenyi, který si jejich pohostinnost velmi pochvaloval. S hraběnkou se později často setkávali.
Smrtí Antonína rod Grasalkovičů vymřel a Leopoldina již nemohla zůstat v Gödöllő, protože jí panství podle zákona nepatřilo. Proto odcestovala do Evropy.

### Chudobinec, nadace
Do Gödöllő se vrátila v roce 1844. Nechala zde postavit dům pro starší služebnictvo, kdy pobývalo 12 osob (šest žen a šest mužů) s plnou penzí. Hraběnka se rovněž starala o otop, jídlo a oblečení. Založil zde také nadaci pro výuku chudých dívek a zajišťovala plat učitele.

## Zajímavosti
- Antonio Canova vytvořil náhrobní sochu z carrarského mramoru, která stojí v parku zámku Esterházy v Eisenstadtu. Byla určena pro kostel, kde měla být Marie Leopoldina pohřbena.

## Esterní odkazy
- G. Merva Mária - Horváth Lajos (szerk.): Gödöllő története I. A kezdetektől 1867-ig (Gödöllő, 2007)
- Szabó Margit: Kastélyok, templomok, szerelmek (Budapest-Gödöllő, 2010)
- Gödöllő - Városi információs portál
- Gödöllő Wiki/Széchenyi István